# Salvatore Farina

Frontispiz und Titel der deutschen Erstausgabe von Salvatore Farinas Roman „Mein Sohn“, erschienen bei Engelhorn, Stuttgart 1889.

Salvatore Farina (* 10. Januar 1846 in Sorso, Sardinien; † 15. Dezember 1918 in Mailand) war ein italienischer Schriftsteller, Jurist und Redakteur, dessen Romane, Novellen und Dramen das bürgerliche Italien des 19. Jahrhunderts mit oft autobiographischen Anklängen humorvoll schilderten. Auch in Skandinavien und vor allem im deutschsprachigen Raum erreichte er eine große Leserschaft. Farinas sehr eigener, manchmal wehmütiger Humor wurde oft mit dem von Charles Dickens verglichen. Er wurde bis 1914 dreimal vergeblich für den Nobelpreis für Literatur nominiert.

## Leben
Farinas Vater Agostino war Beamter, seine Mutter Chiara Oggiano, die aus einer wohlhabenden Familie aus Sarso stammte, starb, als er elf Jahre alt war. Seine fünf Geschwister starben bereits als Kinder. Salvatore war das jüngste von sechs Kindern gewesen. Als Salvatore noch im Knabenalter war, wurde sein Vater „an den Appellhof von Piemont“ versetzt, der Sohn besuchte, wie Farinas Freundin und Biographin Anna Spier weiter berichtet, „in Casale Monserrato das Lyceum, studierte während vier Jahren in Pavia und Turin die Rechte und promovierte im Jahre 1868. Kaum einen Monat im Besitz der Doktorwürde, heiratete er eine Witwe mit einem Kinde und genoss dreizehn Jahre das Eheglück eines Placidi“. [Rechtsanwalt Placidi ist der Ich-Erzähler in Farinas Roman Mein Sohn.]
Mit seiner Frau, Cristina Sartoris, zog er nach Mailand, von Anfang an fest entschlossen, die Juristerei aufzugeben und, wie er in seiner Autobiographie schrieb, nur noch „Dichter und Vater“ zu sein. Tatsächlich war es eine sehr glückliche Ehe, der drei weitere Kinder beschieden waren, ein Sohn, autobiographische Hauptfigur von Farinas 1882 erschienenen Roman Mein Sohn, und zwei Töchter. Seine Frau, die seine literarischen, musikalischen und ästhetischen Interessen geteilt hatte, starb 1882, Farina blieb zeitlebens „im wahrhaften Sinn ein trauernder Witwer“ (Anna Spier).

## Als Schriftsteller „eine deutsche Natur“
Salvatore Farina war Mitglied von La Scapigliatura, einer Gruppe vorwiegend lombardischer Künstler und Schriftsteller in Mailand. Seine ersten Werke erschienen bereits in den 1860er Jahren, der erste große Erfolg war der 1873 erschienene Roman Il tesoro di Donnina („Der Schatz des Frauchens“, in Deutschland als Der Schatz Donninas erschienen). Ernst Dohm übersetzte Farina zuerst ins Deutsche, vor allem Julius Rodenbergs Deutsche Rundschau machte ihn im deutschsprachigen Raum bekannt, dort erschienen zahlreiche Novellen und Erzählungen von ihm wie Don Quixottino, Corporal Sylvester, Scheidung, Im Waisenhaus, Eine Lüge der Liebe, Leben um zu Lieben, sowie einzelne abgeschlossene Kapitel aus seinen Romanen wie zum Beispiel Großvater! („Nonno!“) aus Mein Sohn! („Mio figlio“). Hermann Grimm rezensierte unter anderem Farinas Roman Pe'belli occhi della gloria (dt.: wörtlich „Um die schönen Augen des Ruhmes“) überaus positiv in der liberalen Berliner National-Zeitung, und stellte eine „liebevolle Beobachtung der Menschen und der Dinge“ fest, die nicht veralte, einen „klar geschliffenen Spiegel einer Künstlerseele“, kurz: „ein Kunstwerk“.
Dazu Anna Spier 1889: „Wenn man dem bescheidenen Manne, dessen ganze Physiognomie die wahrhafte Güte seines Wesens ausspricht, diese Stelle übersetzt, wird er sich wie ein beschenktes Kind freuen ... Aber seinen Kopf erfüllt ihm diese Apotheose aus dem Munde einer Autorität nicht. ... Auf seiner jüngsten, diesjährigen Reise durch Deutschland lernte er die Verbreitung seiner Gemeinde kennen. Staunend und erfreut sah er, wie heimisch er im fremden Lande geworden war. ... Wir nennen das allgemein Menschliche, das uns besonders sympathisch scheint, mit Vorliebe ′deutsch′ und so hat man auch Farina schon oft und gern eine deutsche Natur genannt. ... Alle, die ihn in und außerhalb seines Vaterlandes verstehen und schätzen, freuen sich seines sieghaften Einzuges in der deutschen Familie, an welchem der ebenso gefühlvolle als humoristische Roman ′Mein Sohn′ den Löwenanteil hat, und rufen ihm freudig zu [nach einem wiederkehrenden Motto im genannten Roman]: ′Immer tapfer voran′!“

## In deutscher Übersetzung erschienene Werke (Auswahl)
- Oro nascosto, dt. Verborgenes Gold. Übersetzt von Carl Reissner. Leipzig: Fr. W. Grunow 1878.
- Dalla spuma del mare, dt. Aus des Meeres Schaum. Roman aus den Saiten einer Baßgeige Stuttgart: Engelhorn 1886.
- Pe'belli occhi della gloria, dt. Um den Glanz des Ruhmes. Bilder, fast nach den Leben. Übersetzt von Florentine Schrader. Stuttgart: Engelhorn 1888.
- Mio figlio!. Turin 1882, dt. Mein Sohn. Teil 1 und 2. Übersetzt von Ernst Dohm und Hans Hoffmann. Mit einer biographischen Einleitung von A.[nna] Spier. Stuttgart: Engelhorn 1889.
- Che dirà il mondo?, dt. Was wird die Welt sagen?. Übersetzt von Florentine Schrader. Berlin, Eisenach, Leipzig: Hillger 1899.
- Carta bollata, dt. Stempelpapier. Warum ich nein gesagt habe. Erzählungen. Berlin, Eisenach, Leipzig: Hillger 1900.
- Il segreto de nevaio, dt. Das Geheimnis des Schneefeldes. Kriminalroman. Übersetzt von Emil Thieben. Berlin: Janke 1914.
- Amore ha cent'occhi. Mailand 1883, dt. Die Liebe hat hundert Augen. Übersetzt von Florentine Schrader. Leipzig: Reclam o. J.
- Amore bendato. Racconto. Mailand 1875. dt. Blinde Liebe. Laurinas Gatte. Leipzig: Reclam o. J.
- Il signor io Mailand 1893, dt. Herr Ich. Erzählung. Frei nach dem Italienischen von Siegfried Lederer. Leipzig: Reclam o. J.
- Il tesoro di Donnina. Romanzo. Mailand 1873, dt. Der Schatz Donninas. Leipzig: Reclam o. J.

### Weitere
- Cuore e blasone. Mailand 1866.
- Tutti militi! Pensieri sull'abolizione degli eserciti permanenti. Mailand 1866.
- Un segreto. Romanzo. Mailand 1869.
- Fiamma vagabonda. Romanzo. Mailand 1872.
- Il romanzo d'un vedovo. Racconto („Der Roman eines Witwers“). Mailand 1871 und 1875.
- Un tiranno ai bagni di mare. Tre scene dal vero. Mailand 1875.
- Capelli biondi. Romanzo („Blonde Haare“). Mailand 1876.
- Frutti proibiti. („Verbotene Früchte“). Mailand 1878.
- Due amori. Racconto („Zwei Lieben“). Mailand 1886.
- Per la vita e per la morte. Romanzo (si muore). Mailand 1891.
- La mia giornata (3 Teile). Turin 1910–1915.